# Fredric Warburg
Fredric John Warburg, född 27 november 1898, död 25 maj 1981, var en brittisk förläggare, mest känd för sin koppling till George Orwell. Under sin karriär gav han bl.a. ut Orwells Djurfarmen och 1984, men också verk av författare som Thomas Mann och Franz Kafka. Warburg (vars föräldrar var av judisk härkomst) gav också ut Adolf Hitlers Mein Kampf.
Warburgs karriär i förlagsbranschen började på Routledge, men efter att han blivit avskedad därifrån köpte han tillsammans med Roger Senhouse ett förlag som döptes om till Secker & Warburg. Detta förlag blev känt för sin oberoende vänsterinställning i politiken. Samarbetet med Orwell startade med dennes Hyllning till Katalonien.
1952 blev Warburg medlem i kommittén för Society for Cultural Freedom (SCF), som startats för att "främja den västerländska kulturen och försvara den mot den östliga kommunistiska kulturen". SCF gav ut kulturtidskriften Encounter, som fick stor kritik under 1960-talet när det kom fram att en stor del av tidningens finansiering kommit direkt från CIA, utan vetskap från många av de inblandade, bl.a. Warburg.